# 신아시아구상
신아시아구상은 2009년 3월 8일 이명박 대통령이 인도네시아 순방중에 발표한 아시아 지향 외교 구상이다. 이는 그동안 미국, 중국, 일본, 러시아 등 주변 4강에 치중됐던 외교의 지평을 넓혀 아시아 국가들도 중시하겠다는 것으로서 신아시아구상 외교의 4대 목표를 아시아권내 모든 국가와의 FTA(자유무역협정) 체결 추진 등 경제 교류 확대, 기후변화 등 범세계적 이슈에 대한 주도적인 참여, 아시아 각국과의 맞춤형 경제협력관계 구축, 아시아 지역에 대한 역할과 기여 증대로 설정했다. 여기에는 그동안 중국과 일본에 뒤쳐져 있던 대아시아 외교 역량을 극대화시켜 아시아와의 관계를 재정립시키겠다는 목적을 담고있다.